# Emilio Lepetit
Emilio Lepetit (4 ottobre 1930 – Siena, 18 novembre 2020) è stato un giocatore di baseball e dirigente sportivo italiano. Fu tra i pionieri del baseball in Italia. 

## Biografia
Si appassionò al baseball da studente universitario e con Chiapasco e Bodina, Cameroni e Mangini, Setti e Cantani, Costa e Marco Res, Porrati e Consonni, Folli, Redaelli, Novali e Gandini, diede vita a questo sport a Milano e in Italia nell’immediato dopoguerra.
Giocò nel Milano Baseball 1946 nel ruolo di esterno tra il 1950 e 1955. Collezionò 53 presenze in sei stagioni.
Dopo il ritiro dall'attività agonistica, negli anni settanta del XX secolo, divenne dirigente del Milano Baseball, assumendone la presidenza nel 1978. Succedette nell'incarico ad Alberto Koelliker.
Riuscì a sollevare il club milanese da una difficile situazione economica, evitandone l'estinzione. Promosse l'affiliazione del club nella polisportiva Mediolanum del gruppo Fininvest. Raccolse diversi successi: vincitore di 2 Coppe Italia (1990 e 1991), 2 Coppe delle Coppe (1991 e 1992) e 1 Supercoppa CEB (1992).
Affrontò lo smantellamento della polisportiva Mediolanum del 1994, dovuto alla riduzione del budget offerto dal gruppo Fininvest, e iscrisse la Milano Baseball 1946 in Serie C nel 1994.
Nel 1996 lasciò la presidenza del club.
Nel 2012 ricevette dalla società il Premio Doriano Donnabella.
È morto a Siena il 18 novembre 2020.